# Daini no Sanmi
Daini no Sanmi (Nhật: 大弐三位 (Đại Nhị Tam Vị) Hepburn: 999 - ?) là nhà thơ waka Nhật Bản vào giữa thời kỳ Heian. Một trong những bài thơ của bà nằm trong tập thơ nổi tiếng Ogura Hyakunin Isshu. Bà có một tập thơ cá nhân mang tên Daini no Sanmi-shū (大弐三位集)

## Tiểu sử
Bà là con gái của Murasaki Shikibu (tác giả bài số 57 trong tập Ogura Hyakunin Isshu) và Fujiwara no Nobutaka (藤原宣孝). Bà còn có tên khác là Katako (賢子) mặc dù chữ cái trong từ Katako cũng được đọc thành Kenshi.. Bà là một trong Ba mươi sáu nữ ca tiên.
Bà đã kết hôn với Takashina no Nariakira (高階成章). Bà cũng từng là vú nuôi của Thiên Hoàng Goreizei.

## Thơ bà Daini no Sanmi
37 hoặc 38 bài thơ của bà nằm trong tập Nijūichidaishū (二十一代集 (Nhị Thập Nhất Đại Tập)) từ tập Goshūi Wakashū ( Hậu Thập Di Tập) trở đi.
Bài thơ sau đây được đánh số 53 trong tập thơ Ogura Hyakunin Isshu do Fujiwara no Teika biên tập:
| Nguyên văn:                                            | Phiên âm:                                                               | Dịch thơ: | Diễn ý: |
| ------------------------------------------------------ | ----------------------------------------------------------------------- | --- | --- |
| 有馬山 猪名の笹原 風吹けば いでそよひとを 忘れやはする | Arimayama Ina no sasahara Kaze fukeba Ide soyo hito wo Wasure yaha suru | Tiếng lá trúc xào xạc, Nghe như tình đổi thay. Lá trách lòng chàng đấy, Chứ em nào quên ai! (ngũ ngôn) Lòng chàng? Xem lá đong đưa Trả lời gió hỏi. Đợi chờ riêng em. (lục bát) | Khi gió thổi qua cánh đồng trúc con Inano gần núi Arima, Nghe tiếng lá lay động xào xạc. Phải rồi chính là như thế. Người đáng ngờ chỉ có thể là anh thôi. Bởi vì em có muốn cũng không sao quên được chàng. |

### Xuất xứ
Goshūi Wakashū ( Hậu Thập Di Tập) thơ luyến ái phần 2, bài 709.

### Hoàn cảnh sáng tác
Lời thuyết minh trong Goshūi Wakashū cho biết đây là bài thơ gửi cho người đàn ông không còn đến thăm mình nữa và trách người ấy phải chăng đã sớm thay lòng đổi dạ.

### Đề tài
Nghe tiếng gió xào xạc trên cánh đồng trúc, nghĩ về mối tình khó quên.
Núi Arima nằm trong xứ Settsu nay thuộc khu bắc trong nội thành tỉnh Kobe. Cánh đồng Inano hay Ina no sasahara cũng ở gần đó. Cả hai địa danh đã đi vào thi ca từ thời Vạn Diệp. Ina, tên cánh đồng, còn có nghĩa là ina “không” trong nghĩa phủ định.Chữ so là chỉ thị đại danh từ để nói về “điều ấy”. Theo nhà thơ Ōoka Makoto, lá trúc như gật gù khẳng định sự bạc tình của người đàn ông) và soyo hay sore yo có nghĩa “chính thế đấy” hay “”đúng như thế”.
Ba câu đầu trong bài là jo-kotoba để dẫn tới cái ý soyo của câu thứ tư. Chữ này có nghĩa là lung lay trong idesoyo hito (người ấy = người không có lập trường), vừa tượng thanh soyosoyo (lao xao) cho tiếng lá trúc lay động khi gặp gió. Cả hai gợi ra bầu không khí buồn bã bao trùm lên toàn bài. Kỹ thuật phản ngữ (chỉ có anh chứ không phải em) dùng ở hai câu cuối để nhấn mạnh sự bạc bẽo của người đàn ông và biểu lộ tình cảm trách móc đối với người ấy.

## Giả thuyết một phần tác quyền củaTruyện kể Genji
Một số học giả cho rằng mười chương trong kiệt tác của mẹ bà,truyện kể Genji, là của bà. Tuy nhiên giả thuyết này về chung vẫn bị phản bác bởi đại đa số học giả 

## Đường dẫn bên ngoài
- McMillan, Peter. Năm 2010 (Bản in đầu, Năm 2008). Một Trăm Nhà Thơ, Mỗi Vị Một Thơ. New York: Nhà xuất bản Đại Học Columbia.
- Suzuki Hideo, Yamaguchi Shin'ichi, Yoda Yasushi. Năm 2009 (Bản in đầu, Năm 1997). Genshoku: Ogura Hyakunin Isshu. Tokyo: Bun'eidō.
- Một trăm bài thơ Nhật Bản cổ (Hyakunin-isshu), biên dịch bởi William N. Porter, 1909, tại trang sacred-texts.com
- Ogura Hyakunin Isshu, biên dịch bởi chimviet.free.fr Lưu trữ ngày 22 tháng 12 năm 2016 tại Wayback Machine